# 梅德韋傑夫森林大屠殺
梅德韋傑夫森林大屠殺（俄语：Медведевский расстрел）是發生在1941年9月11日的集體處決事件。1941年時，奧廖爾監獄有大約五千名政治犯。蘇德戰爭最初兩個多月紅軍東撤時，由內務人民委員部部长贝利亚草拟，斯大林亲自批准，下令把包括克里斯蒂安·拉科夫斯基、托洛茨基的妹妹奧莉加·加米涅娃在內的150個政治犯從該監獄帶到奧廖爾外圍的梅德韋傑夫森林集體處決。這次處決是1941年內務人民委員部所犯下的許多屠殺事件之一。